# ベア (デラウェア州)
ベア（英: Bear）は、アメリカ合衆国デラウェア州北部ニューキャッスル郡にある国勢調査指定地域(CDP)である。人口は2万3060人（2020年）。非法人地域であるが、人口ではデラウェア州第5位に位置する。 
当初はウィルミントン市の南部田園地帯にある小さな交差点であり、主にトウモロコシを栽培し牛を育てる小さな農場があった。1980年代と1990年代にアメリカ国道40号線に沿ったウィルミントンのスプロール現象である住宅開発とショッピングセンターができて、人口が増えた。ベアは地方自治体ではなく、厳密に線引きされた地域ではないが、地域社会の集合に対する一般的な呼称になっている。
一般に伝えられる伝説に拠ると、「ベア」という名前はウィルミントンから州都ドーバーに向かう道路沿い、アメリカ国道40号線と州道7号線の交差点にあった酒場から来ており、この酒場の看板には大きな熊が描かれていた。

## 地理
ベアは北緯39度37分13秒 西経75度41分5秒 / 北緯39.62028度 西経75.68472度に位置する。
アメリカ合衆国国勢調査局に拠れば、市域全面積は5.7平方マイル (14.9 km2)であり、すべて陸地である

## 人口動態
以下は2000年の国勢調査による人口統計データである。
| 基礎データ - 人口: 17,593人 - 世帯数: 6,027世帯 - 家族数: 4,544家族 - 人口密度: 1,183.4人/km2（3,063.4人/mi2） - 住居数: 6,265軒 - 住居密度: 421.4軒/km2（1,090.9軒/mi2） 人種別人口構成 - 白人: 66.91% - アフリカン・アメリカン: 26.79% - ネイティブ・アメリカン: 0.22% - アジア人: 2.03% - 太平洋諸島系: 0.02% - その他の人種: 1.78% - 混血: 2.25% - ヒスパニック・ラテン系: 5.50% 年齢別人口構成 - 18歳未満: 33.0% - 18-24歳: 8.5% - 25-44歳: 36.7% - 45-64歳: 17.7% - 65歳以上: 4.1% - 年齢の中央値: 30歳 - 性比（女性100人あたり男性の人口） - 総人口: 95.2 - 18歳以上: 90.7 | 世帯と家族（対世帯数） - 18歳未満の子供がいる: 46.6% - 結婚・同居している夫婦: 51.4% - 未婚・離婚・死別女性が世帯主: 18.2% - 非家族世帯: 24.6% - 単身世帯: 18.2% - 65歳以上の老人1人暮らし: 2.5% - 平均構成人数 - 世帯: 2.92人 - 家族: 3.30人 収入と家計 - 収入の中央値 - 世帯: 53,240 米ドル - 家族: 57,509米ドル - 性別 - 男性: 40,115米ドル - 女性: 30,231米ドル - 人口1人あたり収入: 20,715米ドル - 貧困線以下 - 対人口: 5.4% - 対家族数: 4.3% - 18歳以下: 6.7% - 65歳以上: 7.3% |

## 教育
ベアの教育は3つの公共教育学区および多くの私立学校によって管轄されている。公共教育学区は、コロニアル教育学区、クリスティーナ教育学区、およびアポクイニミンク教育学区である。アポクイニミンク教育学区はミドルタウンの教育も管轄している。